# Le Défi des géants
Pour plus de détails, voir Fiche technique et Distribution.
Le Défi des géants (La sfida dei giganti) est un péplum italien réalisé par Maurizio Lucidi et sorti en 1965.

## Synopsis
La cruelle Gaïa, déesse de la Terre, pour se venger de la mise à mort de l'Hydre, enlève l'esprit du fils d'Hercule, Xanthus, et l'emprisonne dans les marais. Le géant Antée, fils de la déesse, profite de la disparition de Xanthus pour s'emparer de la ville de Syracuse.
Pour libérer son fils, Hercule doit descendre dans les entrailles de la terre. Jupiter lui vient en aide. Le héros grec réussit enfin son entreprise et, après avoir libéré Xanthe de sa captivité, il court à Syracuse où il anéantit Antée, détruisant la ville.

## Fiche technique
- Titre original italien : La sfida dei giganti[2],[3]
- Titre français : Le Défi des géants[4]
- Réalisateur : Maurizio Lucidi
- Scénario : Lorenzo Gicca Palli
- Photographie : Alvaro Mancori
- Montage : Maurizio Lucidi
- Musique : Ugo Filippini
- Décors : Giorgio Giovannini (it)
- Effets spéciaux : Emilio Trani
- Costumes : Tina Grani
- Production : Alberto Manca
- Société de production : Schermi Produzione (Schermi Riuniti), Plaza Film
- Pays de production :  Italie
- Langue originale : italien
- Format : Couleurs par Technicolor - 2,35:1 - Son mono - 35 mm
- Durée : 96 minutes
- Genre : Péplum
- Dates de sortie :
  - Italie : 13 août 1965
  - France : 7 septembre 1966[4]

## Distribution
- Reg Park : Hercule
- Gia Sandri : Reine Léda
- Giovanni Cianfriglia : Anteo
- Adriana Ambesi (sous le nom d'Audrey Amber) : Deyanira
- Gianni Solaro : Thésée
- Luigi Barbini : Xantos
- Franco Ressel : Eteocles
- Luigi Donato : Timoniere
- Marisa Belli : Reine des Enfants du Soleil
- Corrado Sonni (it) :
- Mimmo Poli (it) : Gerone

## Production
Le Défi des géants est en grande partie un film de montage combinant des séquences tirées d'Hercule contre les vampires (1961) et d'Hercule à la conquête de l'Atlantide (1961).